# Prostheta acrypta
Prostheta acrypta är en fjärilsart som beskrevs av Turner 1922. Prostheta acrypta ingår i släktet Prostheta och familjen nattflyn. Inga underarter finns listade i Catalogue of Life.